# Llanddulas and Rhyd-y-foel
Llanddulas and Rhyd-y-foel (en anglais) ou Llanddulas a Rhyd-y-foel (en gallois) est une communauté du borough de comté de Conwy, au pays de Galles.
Comme son nom l'indique, elle se compose des villages de Llanddulas (en) et Rhyd-y-foel (en). Elle est située dans le nord du borough de comté, sur le littoral de la mer d'Irlande, entre Colwyn Bay à l'ouest et Abergele à l'est. Au recensement de 2011, elle comptait 1 542 habitants.